# Mediu continuu
Se poate considera un mediu continuu dacă un element infinit mic al acestuia mai conține un număr suficient de mare de particule  și păstrează toate proprietățile corpului. Pentru un element infinit mic, ecuațiile se pot scrie mai simplu prin neglijarea efectelor de ordin doi sau superior.
Mărimea absolută a elementului infinit mic depinde de problema studiată.
Se poate aprecia dacă fenomenul studiat se încadrează în ipoteza de mediu continuu și prin determinarea valorii numărului Knudsen
{\displaystyle Kn={\frac {l_{p}}{l}}}
,unde {\displaystyle {l_{p}}} - este liberul parcurs molecular, respectiv distanța medie între două ciocniri consecutive,
{\displaystyle {l}} - o distanță caracteristică a domeniului care se studiază.
În condiții obișnuite de presiune și temperatură, liberul parcurs molecular este de 0,06μm pentru aer, 0,1125μm pentru Hidrogen.
Dacă numărul {\displaystyle Kn}<<1 mediul poate fi considerat mediu continuu. Practic, valoarea numărului Knudsen trebuie să fie mai mică decât 0,01. Pentru valori intermediare 0,01<{\displaystyle Kn}<0,1 mișcarea gazului mai păstrează caracteristicile unui mediu continuu, cu excepția regiunilor din apropierea pereților solizi pe care curgerea are loc cu o alunecare aparentă.